# 烏克蘭斯凱 (梅利托波爾區)
47°1′41″N 35°37′22″E / 47.02806°N 35.62278°E
烏克蘭斯凱（烏克蘭語：Українське）是位於烏克蘭東南部的村莊，由扎波羅熱州梅利托波爾區的泰爾平尼亞市鎮負責管轄。該村面積0.35平方公里，海拔高度33米，2001年人口77，人口密度每平方公里220人。